# Ярковски, Ярослав
Ярослав Ярковски (чеш. Jaroslav Jarkovský; 18 ноября 1887, Ческе-Мезиржичи — 17 октября 1952, Пардубице) — богемский хоккеист, нападающий. Чемпион Европы по хоккею с шайбой (1911 и 1912 годов). Один из сильнейших хоккеистов мира своего времени.

## Биография
Родился 8 июля 1881 года. В некоторых источниках указан год рождения 1887. Считался одним из лучших хоккеистов мира периода до Первой мировой войны. Обладал сильным броском и забрасывал много шайб. Играл за пражскую «Славию» и сборную Богемии по хоккею с шайбой. В составе сборной Богемии добился больших успехов: чемпион Европы 1911 и 1912 годов, серебряный призёр чемпионата Европы по хоккею 1913 года. На чемпионате Европы 1911 года стал лучшим бомбардиром, забросив 9 шайб. Всего на чемпионатах Европы провёл 8 матчей, забросил 14 шайб, за сборную Богемии сыграл 12 матчей, забросил 16 шайб.
Был участником исторического события, первых игр сборной Богемии, правопреемниками которой являются сборные Чехословакии и Чехии. С 23 по 25 января 1909 года в Шамони сборная Богемии сыграла 4 матча с командами Франции, Швейцарии, Великобритании и Бельгии. Все 4 игра были проиграны с общим счётом 4:31, но это оказалось неоценимым опытом и уже через 2 года сборная Богемии была сильнейшей в Европе. Ярковски вместе с 6 другими хоккеистами (вратарь Йозеф Грусс, защитники Болеслав Хаммер и Ян Фляйшманн, полузащитник Цтибор Малы, нападающие Ян Палоуш и Отакар Виндиш) были первопроходцами. Из 4-х шайб, заброшенных хоккеистами Богемии, 2 забил Ярослав Ярковски.
Первая мировая война изменила судьбу Ярослава Ярковски: он принимал участие в войне, был награждён медалью «за храбрость», но даже после окончания войны к хоккею уже не вернулся.